# Jake Luton
Jake Luton (Marysville, 11 aprile 1996) è un giocatore di football americano statunitense che milita nel ruolo di quarterback per i Las Vegas Raiders della National Football League (NFL).

## Carriera

### Jacksonville Jaguars
Luton fu scelto nel corso del sesto giro (189º assoluto) del Draft NFL 2020 dai Jacksonville Jaguars. Il 2 novembre 2020 fu annunciato che nella settimana 9 avrebbe disputato la prima gara come titolare contro gli Houston Texans dopo che Gardner Minshew si infortunò a un pollice. Nella partita completò 26 passaggi su 38 per 304 yard con un touchdown passato, uno segnato su corsa e un intercetto subito nella sconfitta per 27–25. Dopo avere subito quattro intercetti nella settimana 11 fu sostituito come titolare dal veterano Mike Glennon. La sua stagione da rookie si chiuse con 624 yard passate, 2 touchdown e 6 intercetti in tre presenze.

### Seattle Seahawks
IL 1º settembre 2021 Luton firmò con i Seattle Seahawks. Il 28 settembre fu svincolato e poi aggregato alla squadra di allenamento. Fu svincolato il 15 novembre.

### Miami Dolphins
Il 17 novembre 2021 Luton firmò per la squadra di allenamento dei Miami Dolphins.

### Jacksonville Jaguars (2° periodo)
L'11 febbraio 2022 Luton firmò da riserva/contratto futuro con i Jacksonville Jaguars. Il 15 agosto fu svincolato per poi essere nuovamente contrattualizzato otto giorni dopo. Il 26 agosto 2022 fu svincolato.

### Las Vegas Raiders
Il 10 dicembre 2024 Luton firmò per la squadra di allenamento dei Las Vegas Raiders.